# Valdivia’s Deutsche Zeitung
Valdivia’s Deutsche Zeitung war eine chilenische Zeitung in deutscher Sprache, die von deutschen Einwanderern in Chile in der Stadt Valdivia herausgegeben und gedruckt wurde.

## Geschichte
Die Zeitung, die sich an die nach der zweiten Etappe der deutschen Einwanderung in Südchile gewachsene Zahl deutschsprachiger Immigranten, den Lagunen-Deutschen, wandte, wurde am 1. April 1886 durch Johann Frey und Paul Springmüller unter dem Titel Deutsche Zeitung für Süd-Chile gegründet. Mit Jahrgang 3, Nr. 1 vom 1. März 1888 wurde sie in Valdivia’s Deutsche Zeitung umbenannt. Sie erschien bis Jahrgang 26, Nr. 102 vom 31. Dezember 1912. Ab 1911 stand sie unter der Direktion von Hermann Böhm und Hermann Mesecke.
Inhaltlich behandelte sie Neuigkeiten aus Chile, Deutschland und Europa in den Bereichen Politik, Wirtschaft, Kultur.
1902 hatte Johann Frey im südchilenischen Temuco die deutschsprachige Zeitung Der Grenzbote als Organ des Deutschen Hilfsvereins gegründet. Diese wurde 1907 von den Herausgebern der Valdivia’s Deutsche Zeitung übernommen und erschien noch bis zum 9. Jahrgang 1910, Nr. 827 (31. Dezember 1910).